# غاري ميلتشيوني
غاري ميلتشيوني (بالإنجليزية: Gary Melchionni)‏ مواليد 19 يناير 1951 في كامدن، هو لاعب كرة سلة أمريكي سابق. بدأ مسيرته الاحترافية في سنة 1973. تم اختياره من قبل فريق فينيكس صنز خلال الدرافت. حمل الرقم 25. يبلغ طوله 6 قدم 2 بوصة (1.9 م). اعتزل اللعب في 1977.

## روابط خارجية
- غاري ميلتشيوني على موقع إن بي أي (الإنجليزية)
- غاري ميلتشيوني على موقع سبورتس رفرنس (الإنجليزية)
- غاري ميلتشيوني على موقع كلية كرة السلة في سبورتس رفرنس.كوم (الإنجليزية)
- غاري ميلتشيوني على موقع ريلجم (الإنجليزية)
- غاري ميلتشيوني على موقع بروبوليرز (الإنجليزية)